# 宿北战役
宿北战役是指1946年12月，山东野战军和华中野战军指挥机构合并后发动的第一场大战役，在江苏省宿迁县以北地区围歼较弱的國民革命軍整编第69师。第69师师长戴之奇自杀，副师长饒少偉被俘。整编第11师前来增援被击退，歼其一部。

## 战前部署
淮南淮北失守后，中共在华中退守苏中、苏北，局势日益被动。山东、华中两地领导人开始认识到需要集中兵力作战才能扭转局面。1946年9月17日陈毅致电华中领导人张鼎丞、粟裕、邓子恢、谭震林首先提到“今后局势，力求会师，改变局面”。张、粟、邓、谭9月20日复电“为了改变华中局势，我们建议集中华中、山东两个野战军攻下宿迁，得手后再向西扩张战果”。陈毅表示赞同，并建议两个野指合成一个。9月22日中共中央复电同意集中行动，“统一指挥，向淮海行动打开战局”。9月23日中央指示两个指挥部合并，以陈毅为司令员兼政委，粟裕为副司令员，谭震林为副政委。10月13日毛泽东致电陈毅等，认为集中山野、华中野全部在淮海地区打大仗开展局面，对各方均有利，指示山东八师暂不回鲁南。陈毅和华中分局讨论后于10月15日致电中央，决定“令粟率一、六两师北回沭阳集结，可能打几个好仗”“山野拟选蒋军一路，从一个团到二个团着手”进行作战，“故回鲁南的打算已暂缓”。中央当天复电“决定在淮海打仗，甚慰”“在陈领导下，大政方针共同决定（你们六人经常在一起，以免往返电商贻误戎机），战役指挥交粟负责”。10月18日，陈粟谭发出“合署办公”后的电报，预定“华野、山野主力均于本日集结沭宿两侧，待机迎击东犯之敌”；陈毅、张鼎丞、邓子恢、粟裕、谭震林、唐亮、陈士榘联名对山野和华中野发布了调整部署的指示，指出国军“由西向东者均是战斗力较差之各（整编）师，如六九、六七、二八、二六、七七、三九等，可能有个别较强的旅参加”，而“由南向北者均为较强的七四师、七军等”，因此决心“对东进之敌逐一歼灭”，同时为钳制“由南向北之七四军、第七军之一七一、一七六等师之四至五个旅，故决心留十、十一、九等三个纵队及皮旅担任此种艰巨任务”“估计七四师即以涟水为目标，七军将以沭阳为目标，沭阳为我全军作战之依托轴，决不能让敌迅速接近而影响整个作战。因此决以十一、九两纵及皮旅共十个团担任钳制桂顽（应为七十四师）五至六个团之进攻，九纵在战局发展过程中，准备西渡运河，作为全军战略迂回作战之任务，因此仅以七个团来对抗桂顽之五至六个团”。10月21日，华中野主力23个团南下涟水打击整74师，山野主力15个团位于沭阳待机。蒋介石对此期苏北战况颇为不满，10月26日致电参谋总长陈诚：“苏北军事滞钝如此，殊所不料。应督促急进，务望于本月底能收复沭阳与新安镇也。”涟水战役后，因鲁南之敌“似有极大可能日内东犯”临沂，10月27日陈毅山野司令部率山东八师北返鲁南，于11月上旬发动了台枣路反击战，打击整77师，迟滞了鲁南方向国军进攻，稳定了陇海路以北局势。华中野战军经第一次涟水保卫战、涟南战役、淮沭路出击、盐南反击战等战役战斗，稳定了淮海区的南翼战场。至12月中旬，山野与华中野获取了在沭阳作战联合打歼灭战的时机窗口。
1946年12月初“国民代表大会”，标志国共谈判正式破裂，进攻解放区的军事行动规模不再受限。1946年12月7日，徐州绥靖公署下达第七号作战命令：“迅速击溃奸匪陈毅部主力于陇【海路】东以南地区，再向鲁南追歼其残余”，12月12、13日开始从各个方向展开全面攻击，“决先攻占阜宁、南新安镇、涟水、沭阳、北新安镇、兰陵镇、傅山口（苍山县与峄城区交界处）、向城各要点，以利尔后之进剿”：
- 盐阜兵团（司令官欧震，受第一绥靖区李默庵指挥）整六十五、八十三、二十五师沿通榆路自南向北进攻盐城。整八十三师则于12月18日攻占盐城，整二十五师于12月27日攻占阜宁。
- 淮涟兵团（司令官李延年）：桂系第7军配合整74师向涟水方向作战。12月3日，整七十四师再攻涟水，此次避开涟水正面，改由侧翼突击，经十余日苦战，于12月16日攻占涟水。
- 宿新兵团（司令官胡琏，受徐州绥署副主任吴奇伟指挥）2个整编师分别向北、向东，呈离心进攻态势。
  - 整11师（含第11旅、第18旅、第118旅、重炮兵第13团、工兵第15团【欠两营】，共2万余人）。任务是：“于十二月十三日由曹家集附近地区向沭阳进剿；十五日，攻占韩集、姚唐子；十六日，攻占耿圩集、刘庄；十七日攻占前沭河西岸桓庄与张圩之线；十九日，攻占沭阳城；俟预三旅接替沭阳城防后，即经庙头镇、阴平、高流，向徐塘车站一带溃逃之匪追剿”。
  - 整69师（含第60旅、第41旅、预3旅、第92旅之276团、工兵第5团）。任务是“于十二月十三日由玻璃厂及瑶湾镇【窑湾镇】西岸各附近地区向西新安镇进剿；十五日，攻占嶂山镇、新店子、李圩子；十六日攻占乔【桥】北镇、陈子岗【城岗】、堰头镇；十七日攻占龙泉沟、小冲子、港头；十八日攻占西新安镇、瓦窑车站；尔后即以四十一旅任新安镇之守备，主力（含预三旅）即向高流、阴平、庙头镇一带进剿，并以预三旅接替沭阳城防。尔后该师即任宿迁、沭阳、新安镇间地区残匪之清剿”
- 峄临兵团（司令官冯治安）

“当时徐州绥署之战略观念（构想），系以扩大占领地域为目的（渐及于规复蘇北打通必要交通线），故平均使用兵力，同时向多方面发展。因之，既无歼灭匪军之意图，亦无捕歼匪军之方案及部署”
整编第六十九师原本应辖：整编第60旅、整编第92旅、整编第99旅，但其中整92旅于7月27日在朝阳集战役已被全歼，整99旅于8月30日在苏中七战七捷的第7阶段如黄路之战中被全歼，为此，战前临时配属整五十七师预3旅、整二十六师第41旅，以维持一个整编师3个整编旅的编制兵力，唯上下级熟悉程度不及原有编制。师长梁汉明被解职，由戴之奇继任。1946年11月16日戴之奇在政工会议上讲话，要求官兵“认识本师环境，匪老是我们六十九师为对象，这也是战术上的原则，我们不努力，就要被消灭”。
按照徐州绥署作战计划，整69师应以主力（第41旅、第60旅）经嶂山镇、乔北镇及新店子向新安镇进剿，预3旅则由窑湾镇经堰头镇向新安镇西北攻击，因而预3旅与整69师主力之间隔了一个骆马湖。12月11日，胡琏和戴之奇商讨作战部署时表示对徐州绥署作战计划不满，建议戴之奇将预3旅用于晓店子方面沿公路推进，整69师兵力置重点于右侧靠近整11师。戴之奇采纳了此方案，因而在公路沿线井儿头、晓店子以西无兵力保持戒备。后来战斗中山东野战军主力一纵和第8师正是从该方向楔入，将整69师与整11师以及预3旅分割。据战后《整编第69师呈报之战役经过》：“按照当初接奉令整编第11师为攻击沭阳，本师则为攻击新安镇，其后胡师长（胡琏）深恐该师攻击沭阳力量不足，与吴副主任（吴奇伟）变更计划，指派本师戴师长先以全部兵力协助彼攻克沭阳，后再由彼抽派兵力助我攻击新安镇，我师座戴公（戴之奇）素以助人成功为乐事，平日教育部下即谆训谕曰：「胜利之道在于协同一致，帮助友军的成功就是自己的成功」，因乃欣然应允”。
12月5日陈毅复电华中方面：“如鲁南之敌不动，宿迁之敌先攻沭阳，我可集中一纵、八师、滨海警备旅全部南下参战”，要求华中“九纵需负责在宿沭间至少阻敌五天时间，我才能赶至”。当天山野下发《目前战斗准备工作指示》：“野战军有巩固鲁南，相机打开鲁南战局，与兼顾陇海，增援华中之作战任务”，“如峄枣之敌不做大举东犯，而宿迁陇海之敌首先东犯新安、沭阳时，我则留十师坚持万村、兰陵、向城、卞庄、长城地区，监视峄枣线之敌，主力南援华中”。12月6日，陈毅获息整11师将开宿迁配合整69师进击沭阳，陈毅致电中央提出四个作战方案：“（1）我军各路就地迎敌，则沭阳一路难以阻敌；（2）华野分担对东台两淮出击之敌作战，而以山野兼顾宿沭、鲁南两地。如是至少留三个团在鲁南阻敌，而以十二个团南下打十一师等部，估计该敌出击有三个旅至七个旅，欲根本歼灭此敌似难，如是则沭阳仍有陷落之危；（3）集中一纵、八师、二师、六师等部，首先歼击十一师于沭阳附近，箝制其他三路；（4）不怕沭阳被占，各部就现地待机，看明敌情再动”，“我们意见以集中力量确保沭阳、歼击十一师之一路为最好”。这是宿北战役最初的决心和蓝本。12月7日，陈毅、张云逸、陈士榘联名致电华中张鼎丞、邓子恢、粟裕、谭震林等，通报“十一师有于三日到徐州息”，判断“十一师增宿迁后将为东犯沭阳主要之一路（可集中五个至六个旅）”，决心“如宿迁敌人东犯沭阳确已出动，山野拟集中叶纵、八师、警旅全力南援，担任由北向南配合华野全力由东南向西北歼灭该路敌人，尔后再看情况回击鲁南东犯敌人。如此，华野主力（一、二、六、七师）应集结涟水附近适当机动位置，山野（叶纵、八师、警旅）集结于陇海路北沂河沿岸机动位置，便于以三天行程内赶上进入战斗，同时均可以照顾两面情况（涟水与沭阳、鲁南与沭阳）和不致过早暴露我之企图，使敌不进。不然，仅一纵南去不能解决问题，又陷于分散平分兵力成把口态势”。打击宿迁出来的敌军，有利之处是：
- 战场比较好，村庄小而密，没有水围子，房屋不坚固，便于共军行动与作战。
- 有较大间隙可乘。从宿迁出犯部队未遭打击；其余三路进攻国军不久前遭严重打击，前进必然慎重。从宿迁出犯之整11师为陈诚嫡系，兵多骄傲，可能冒进；整69师原为广东部队，师长戴之奇是三青团中委极反共，但他指挥的三个旅其中两个旅长是别的整编师建制，内部矛盾多，战斗力不强。
- 从宿迁地区出发，分为两个方向离心进攻，因此间隙愈来愈大，便于割裂围歼。
- 华中野、山野主力预先集中，机动时间短，能及时捕抓战机

对此案，“华中方面仍有意见，发报给中央，认为华中战略地位十分重要，敌人对华东地区的进攻重点在华中，我亦应以大部力量使用于华中”。12月9日，山东野战军第八师由兰陵县西北的万村一带南下。12月9日山野一纵从鲁南的十八凤落地区隐蔽南下。12月9日粟裕率部在盐城以南伍佑地区歼敌数千，正组织追击。中央电陈毅，“应待盐城作战结束，粟率一师北返，并待敌情完全明了后，再考虑部署。届时请粟提出计划电告”。9日陈毅复电：“我率一纵、八师今夜移马头、沂河北岸机动位置，并兼顾打击鲁南出犯之敌，如需南下，二夜即可到宿沭路作战”。12月10日，粟裕单致电华中分局、山东、晋冀鲁豫及中央军委：“蒋顽仍以徐州为其进攻华东（山东、华中）之核心，其进攻重点似仍在华中。因此，我们之重点亦应给于华中，各种战争力量均以大部份使用于主要方向的判断”，“盐阜、淮海已无粮食，华中粮食仍应靠苏中接济”，“目前在不妨碍正面作战情形下，应适当支援苏中之坚持”。12月10日10时，山野判断徐州之整11师有配合宿迁整69师、预3旅进攻沭阳县的企图，再次下达作战命令令各部进一步南移，并要求一纵、八师组织干部和侦察人员化妆侦擦预设战场。12月10日华中野战军司令部获悉“十一师已东调，将攻沭阳。去电苏中，请粟回师”，确认了“整十一师已调至宿迁，及六九师所属之六〇旅、四一旅已集结宿迁附近，五七师之预三旅已由大许家东开古邳、八岔路一线集结，工兵五团之一个营已准备在东沂河上架设浮桥”，估计“顽有于13、14两日东向沭阳进攻之可能”。粟裕当天急返涟水，当晚21时在孙徐庄华中野战军司令部发布命令：以6师、10纵守备涟水，将2纵主力（该纵第4旅担任涟水至带河镇防务）集结于涟水以北陈师庵附近待机，7师主力（该师第19旅担任徐家溜至刘皮镇、老张集、悦来集、大兴庄一线防御）则移至沭阳以南的钱家集附近。12月11日毛泽东致电粟裕等祝贺盐南战役胜利，并要求粟裕即日北返，部署宿沭作战。12月12日粟裕赶到华中分局驻地老张集，和从鲁南赶来的陈毅会合。当天陈毅、粟裕等两次致电中央报告战役决心：第一次“决定以盐城、沭阳两点为突击方向，涟水及鲁南为钳制方向”，不久之后根据国军4路同时动作的情况战役决心改为“以涟水、沭阳两处为突击方向，鲁南和盐城为钳制方向”，意味着对苏中及苏北要做放弃的打算。12日酉时，陈毅、粟裕、谭震林致电陈士榘、唐亮，告知鲁南敌明日东进，宿迁敌今已东攻，决心“我仍按原计划先打宿迁之敌”。13日毛泽东复电肯定了歼击沭阳方向之敌的方案，指出惟有歼灭该敌方能保持沭阳在我手中，“如沭阳失守，华野主力即难在苏北继续作战，有被迫转至鲁南可能。此点必须严重估计到”。 
由于前期华中野战军为确保涟水以及为恢复苏中而发动盐南战役，华中野战军一师、皮旅远在盐阜，未及北返；华中野战军六师防御涟水消耗战斗中。事后，1947年1月1日陈毅给中央的报告中说：“整个战役过程中，我四旅仍未大用，若组织的好，实有可能再歼十一师二个旅，如六师能参战，则十一师可全歼”。1947年1月21日中央军委给陈毅、粟裕、谭震林的指示电中说：“三十五天内你们歼灭第六九、第二六、第五一等三个整师，取得空前大捷，主要缺点是未能于宿东、鲁南两役中集中山野、华中全力至一个战役，而被欧震、李延年牵制了我军廿个团以上，否则胡琏、冯治安两部已被歼灭。今后打欧震务必集中五三个团于一个战场上作战，对台徐临方面仅用地方游击队监视之即可”。战后总结：“这次战役第一阶段，根据当时情况，如能在盐城、涟水方向上的钳制兵力中，再抽调一个师左右的兵力到宿北地区，则敌第118旅，就可以歼灭大部或全部”。

## 作战經過
整69师于12月12日到达宿迁县城的攻击位置，13日开始行动，整41旅攻占人和圩，整60旅攻占嶂山镇，预3旅攻抵晓店子。预3旅日械装备，下辖第7、第9团、山炮营，全旅约六千人，具体部署为：旅部率第7团和山炮营位于晓店子，第9团位于嶂山镇并以一个加强营附山炮两门守备峰山。整69师少将副师长饶少伟回忆：13日“整四十一旅到达苗庄，预三旅到晓店子接替整六十旅峰山晓店子防务，戴之奇即令整六十旅推进至峰山东北某某村庄平原地区占领阵地与师部靠拢（距师部约四五华里），原以主力保持于峰山晓店子方面的计划，经戴随意变动，只留有预三旅占据。师部及整六十旅整四十一旅均转入平原地区。”胡琏部整11师在曹家集集结。12月13日夜间整11师在运河东岸顺和集召开了团以上作战会议，决定14日早7时各部出发：
- 骑兵大队向来龙庵—沭阳方向搜索前进。
- 整18旅为左纵队，沿宿迁——沭阳公路前进
- 整118旅为右纵队，沿沂河东侧向沭阳方向前进，遇敌情则攻占来龙庵。与左侧整六十九师之部队确取联络。
- 整11旅先至宿迁北六塘河左岸的井儿头附近集结待命
- 整编师部及直属队，跟随整18旅之后前进至曹家集附近。

12月14日整11师在8架飞机掩护下向华中野九纵防守的小牌坊、来龙庵发起进攻：整18旅第53团从高圩出发，先占了侍刘圩、秦庄，接着向小牌坊阵地猛攻数次，均被击退；另一路为整118旅第33团自蔡庄进攻来龙庵，先是集中炮兵轰击，待守军阵地被摧毁后集中兵力冲锋，但由于守备部队不顾一切伤亡坚决应战，数次冲锋均被击退。在国军攻击受挫后，下午16时，九纵第75团主力发起反击，缴冲锋机8支、步枪10余支、子弹三千发，国军遗尸60具，毙伤300余。14日晚胡琏命令“一一八旅于明日晨，由西向东，在师榴炮营火力支援下，向来龙庵攻击；十八旅由东向西，对来龙庵行包围攻击。两旅之战斗地境线为宿沭公路”。
12月14日，戴之奇师部进驻人和圩、预3旅攻达峰山、嶂山之线，整60旅攻达东西安仁集、整41旅攻占邵店子；嗣后，为策应整11师攻击沭阳方面之作战，整69师派出一部向叶海子、乔北镇、南涧子一带威力搜索，主力确占既获要点，防“匪”反攻，并保持攻击重点于右翼。胡琏部进占来龙庵、小牌坊、高圩子。戴之奇部向北挺进，逐渐与右翼的胡琏拉开了十几里的距离。
12月13日晚，陈毅、粟裕到达阴平山野司令部，随即首次以“华东野战军”的名义发布了战役预备命令：“决心集中主力首先歼灭宿迁出犯之敌于宿迁、沭阳、新安三角地区，以利尔后作战”，提出两个作战方案，“第一方案：首先解决敌之左纵，再解决沿沭宿路东犯之敌”，第二个作战方案：“如敌沿宿沭路先进，而预3旅迟迟不进时，则先集全力歼灭于耿圩以西、颜集以南地区”。12月14日上午9时陈毅、粟裕致信正前往程家集一带山东野战军司令部陈士榘、唐亮：“涟水形势已吃紧”，决心“首先击破其一面，仍采第一方案，首先解决敌之左纵队预三旅全部及四一旅大部（或可能全部上来），以便继续进行第二个战斗之后回援鲁南和涟水”，要求“各部于今晚加强行军速度，务于明（十五日）拂晓前完成对嶂山镇西北地区敌人之包围”，“一纵原则上可按照预备命令第一方案进行，因预三旅与四一旅已靠拢，则一纵重心亦应稍向南靠，首先应以全力截断敌退宿迁之路而再由西向东北兜击之。八师也可向一纵靠拢一些，以便集中突击，但八师之左翼应与九纵守备五花顶之部队密切联系，已收配合之效”。据此，山野参谋长陈士榘于12月14日24时发布作战命令：“一纵主力于本日夜进至新店子以北暖房、棋盘以南一带地区，明（十五日）拂晓前完成对新店子敌之包围，切断敌向皂河或宿迁之退路，并与攻击嶂山镇之五旅打通联系，坚决歼击晓店子敌之出援，务求于明黄昏前总攻，于歼灭新店子之敌后，主力应转移围攻晓店子之敌”，“八师于今夜进至白草堂、马家场、小冲子、田庄（小冲子西六里）之间集结待命，应准备适当增援一纵完成歼灭新店子之敌，或增援五旅完成歼灭嶂山敌之任务”。14日24时陈毅、粟裕等再次给陈士榘、唐亮发去指示，判断五花顶方向“敌进攻兵力不多，敌主力似已转向邵店、来龙庵”，要求“一纵、八师、五旅应于明日迅速解决当面之敌。如新店子、五花顶敌不多，一纵应于解决王唐等地敌之同时，以有力部队进击晓店子，于解决五花顶正面及晓店子敌后，一纵、八师、五旅即应不停留地作第二步行动，截断宿沭路上敌之退路，明（十五日）晚完成对该敌之包围”。14日夜，二纵抵达战场，为收缩战线，九纵奉野司的命令，留第75团第2营及团炮兵连守备来龙庵，归二纵指挥，张圩子、韩集之阵地亦交给二纵。14日夜，山野八师讲过六天连续行军，进抵新店子以北达小冲子、百草堂地区集结。14日夜山野一纵经六天行军全部抵达陵子岗、棋盘子一线，15日拂晓进驻新店子，并以第2旅第6团前出至嶂山镇西侧之山下吴村、第3旅第8团前出至朱场遭遇国军预3旅一部经两个半小时战斗歼敌80余名。15日2时30分粟裕指示：“要一纵改攻晓店子，再向东南至曹家集攻占之”。15日7时，在唐店子的山野总部的唐亮、陈锐霆致信在前方指挥的陈士榘，转达9纵副司令员饶子健的意见：“五旅如由土城子南下由东向西出击，一纵如由新店子向东出击，正面太小，提议一纵插到晓店子、嶂山兜击敌人，切断敌退路”。15日8时，陈毅、粟裕致电陈士榘等，命令“一纵、八师及五旅应即于今白天不顾虑飞机，迅速歼灭五花顶当面之敌，如该方敌人不多，则一纵主力迅速经晓店子以北地区向曹家集以北地区，以配合二纵截断一一八旅之退路，使宿迁十一旅无法增援。八师于五花顶当面之敌歼灭后，可位于晓店及曹家集间地区，以对付宿迁援敌”。
12月15日早8时起，整11师以整18旅第53团与整118旅第33团全力向来龙庵发起攻击，九纵第75团第2营战至下午13时被迫突围，伤亡达300余人，带队的第75团副团长屈树义以下30多人士被俘。九纵战后总结：“来龙庵守备第一天，敌人猛烈攻击，团的主力及时支援把进攻敌人击退了。第二天的守备，团主力另有任务，遗防交二纵队接替，敌人向来龙庵猛烈攻击，二纵没有及时有力支援，形成孤军奋斗，最后四面包围，阵地早为敌人突破，致伤亡二百余人，主要是突围中，干部伤亡极大”。九纵司令员张震在回忆录中写：“当时我纵兵分三处防御，形不成拳头，如果有一两个团从西边向来龙庵出击的话，定可打一个小歼灭战”。整11师军史写：“十五日下午四时，三十三团及五十三团皆攻入来龙庵，未几占领之。”
12月15日上午，山野八师师长何以祥、政委丁秋生从山野指挥部返回师部召开了作战会议，八师任务“是打经晓店子、嶂山镇北犯的预三旅”，决定歼灭预三旅分三步，第一步是攻占峰山，第二、第三步分别歼灭嶂山镇和晓店子的敌军。攻取峰山的部署为：
- 以第23、24团为第一梯队
  - 第23团以第1营从峰山西南角攻击，第3营全力夺取峰山西面的仇庄等地，第2营阻击可能由晓店子北援之敌和峰山向南逃窜之敌。
  - 第24团以第3营在嶂山镇以西、以南地区插断嶂山镇与峰山的联系，第24团第1、第2营夺取峰山北面小庄并助攻峰山。
- 第22团、师直特务营为第二梯队。
- 指设在小营。

12月15日上午，华中野九纵报告：“进攻保安圩之敌已被【二纵】四旅解决（约一个团），邵店敌二个营向西南撤退”。“在宿新公路方向的五花顶，饶子健看到敌军频频调整部署，判断其可能要撤退，便向野司作了报告”。饶子健“估计敌人可能发现我山野一纵和第八师南下的行动，有改变其进攻计划之可能”，“建议前指注意这一动向”。15日11时，根据9纵所报敌人已经溃退的消息，陈毅、粟裕急电陈士榘等，令“一纵、八师应不为嶂山及晓店之敌抓留，除以一部攻歼之外，主力立即由嶂山、晓店间及嶂山以北向东南猛进，首断敌退路，而后各个歼灭之，勿再延误时间”。九纵令第73团留一个连固守五花顶及奶奶庙阵地，第81团留一个营坚守沈庄、侯庄、大官庄之阵地，其余向嶂山镇出击。
15日下午，山野首长陈士榘、王德、一纵首长到第3旅驻地了解情况，部署全面追击。15日晚19时，粟裕指示一纵：“一个旅控制晓店子，一个旅房全子，相机占宿迁，一个旅向曹家集”。
15日16时九纵部队进抵嶂山镇西北三里的钱圩遇到守敌，令第73团第3营负责消灭钱圩之敌，至22时歼预3旅第9团第2营第6连及及炮排，俘50余人。九纵主力奉令攻打邵店，停止了向嶂山镇发展。针对九纵15日的出击偏于正面攻击的缺点，粟裕要求九纵“主要集中大部队，由邵店以东向西南出击配合五旅，不要从正面阻断人和圩之退路，由小河以北向西打，你今晚把邵店及以南之敌歼灭，将使敌分隔，不使集中，一点一点消灭，小牌坊部队要与九旅联系，小河以西之部队，应与五旅取得联系”。第二纵第5旅中午出击，至当晚第15团攻占了老和圩。15日下午16时二纵第4旅的两个团出击，第10团向西南进至张庄、左庄，第11团进至李园庄、林圩，皆未发现敌踪，22时撤回原防，未能配合一纵、八师的夜战。八师于15日下午15时由新店子以北向峰山开进，晚22时23团第一营营长张先军率部从峰山西南展开进攻，守军一个加强营用13挺机枪、几十支冲锋枪封锁住了突击道路，一营连续3次突击均告失败，伤亡惨重。但助攻的第八师第24团正面进攻取得了进展，16日拂晓前第8连夺占了峰山主峰。16日7时左右，山野报告八师攻下了峰山，“缴重机4，山炮3门，钢炮1挺，轻机10余挺，俘三四百人”，16日预3旅报整第69师“峰山之役九团长周易宣【周昭宣】阵亡，一营及二营六连殆尽，X团一营损失过半”。17日5时八师上报的峰山统计战果是：“缴山炮3门，轻重机枪24挺，俘团长以下700余”。
粟裕以為戴之奇贪功，比较好打，先集中力量拿下整69师，随后再对付整11师。粟裕部署一纵、二纵分别自西、东两面包抄整11师，切断其与整69师的联系；九縱以少數兵力阻擊整編第11師，九纵主力进入邵店以南，与二纵一部配合分歼整69师之主力；以山野八师攻取战场制高点烽山，将预3旅拦腰斩断，创造首歼该旅之有利条件。但出击的各部队尤其是一纵和二纵误认为出击只是追打溃退之敌，当发觉无法追上撤退之敌或敌并无溃退迹象后，不约而同地停止了扩张，致使战役第一晚（12月15日夜）未能达到预期目的。按山野命令，15日一纵“主力应转移围攻晓店子之敌”。叶飞命令第一旅迅速抢占井儿头，第三旅直插曹家集，第二旅攻击晓店子。第2旅第6团首先于15日14时向晓店子之敌发起攻击，当进至庄沿鹿砦和外壕边时，遭敌严密火力封锁，攻击受阻；第1旅第2团挺进至井儿头、许庄一线，旅部率第1团进至姜庄，未见敌有溃逃征候。第3旅以第9团为前卫，以地图、指北针判定方位，越过骆马湖洼地，在敌机和炮火拦击下，急跑猛插20余公里，进至曹家集以西地域。叶飞因晓店子初攻不利，又未得到二纵方向的消息，16日凌晨三时半把部队全部撤回烽山以西的新店子一带，一纵副司令员何克希来山野前指向陈士榘报告一纵的两个师已经撤到了八师的阵地后面，将正在围攻峰山的8师侧背完全暴露。陈士榘问何克希：八师进攻峰山战斗正打得很激烈，一纵向后撤是什么意思？又问：一纵有没有留下部队包围和监视晓店子的敌人？何克希说：都撤下来了，未留部队。陈又问：对一纵第3旅取得联系了没有？何说：没有取得联系。陈指出：一纵这一撤，八师的右侧全暴露在晓店子敌人面前，敌人必将集中力量反击八师的进攻，增援峰山的敌人；同时也减弱了分割敌人十一师和六十九师联系，增加东面二纵等部队进攻的困难，这将对战役全局产生不利的影响。由于叶飞的撤退命令未传到一纵第3旅，该旅穿插途中捕获敌通信架线兵，查明曹家集为整11师师部和一个步兵连和特务营，并未做工事。整18旅位于曹家集东北地区。第3旅按照原定计划，为断敌退路，并打乱敌指挥机关，决心以第9团攻击曹家集；以第8团的一个营攻击王圩，其余部队占领冯庄、郭庄，阻击来自东北方向的整18旅。16日凌晨4时，第3旅第9团向曹家集守军发起攻击；整18师直属工兵营为美式战斗工兵营编制装备，于15日23时进入阵地，营长钟培雄指挥以六〇炮杀伤阵地前沟中的共军，并以重机枪封锁冲击通路，3旅9团的进攻受阻。一纵战史记载：12月16日晨4时，第9团参谋长俞慕耕率先头第2营向曹家集发起攻击，摸掉敌哨兵，一举突入曹庄（在曹家集以南），一个小时内歼敌驻曹庄的工兵第15团第2营、整18师畜力营大部，俘敌600余名，击溃了敌炮兵团，缴轻机26挺，步枪100余，马50匹，随即占领民便河公路桥梁，直逼曹家集西南，一度打到距整11师指挥所只有二、三百米的地方。整11师师长胡琏急令进至来龙庵、侍家岭一线的整18旅和整118旅回援曹家集保护师部，未及通报整69师，致使整69师师部所在地仁和圩侧翼完全暴露。这一调动完全将整69师南翼暴露给解放军。第3旅第8团第2营则从北面王圩子向曹家集攻击。天大亮后，曹家集守军以猛烈炮火封锁第3旅九团二营使其进退两难；此时一纵停止攻击命令送到第3旅，旅长刘亨云、政委杨思一即令攻击部队撤回，并亲率第8团二营至晓店子与井儿头间之公路两侧警戒掩护。第3旅第9团第2营在曹家集以南孤军战斗至16日中午，大部分损失，带队的第9团参谋长俞慕耕重伤阵亡、营副张有为、第6连连长陈德茂、副连长陆正良等亦阵亡。第3旅第8团第3营本来奉命进攻冯庄（在曹家集东北），未接到旅部的撤退命令，16日早8时受到来自东北方向回援曹家集整编师部的国军整18旅攻击，战至16日中午，第7连政指吴弋江率1个排掩护全营后撤阵亡，第9连副政指刘越其、第7连副连长谢元戎身负重伤无法转移拉响手榴弹自尽。第3旅政委杨思一“旋得第9团政治委员林达报告，说九团二营、八团三营已被炮火封锁，无法撤退，故叫我们派部队前去增援，准备坚持至天黑撤退。否则无以对党、对部队。我与刘亨云同意此精神，即将机关人员担子马匹先集结出发回原地，我们准备即率战斗部队回前线增援，与前线同志共存亡。但部队正集合讲话，林回来报告说，九团俞慕耕参谋长与二、三营同志已全部阵亡，故即终止。下午七时出发回顾庄。”16日上午第3旅撤出战斗回缩时遭到宿迁守军以榴弹炮猛轰；16日下午4时，晓店子之预3旅乘一纵调整部署占领了晓店子以南的制高点三台山，第3旅随即发起反击，攻至距敌2百米处对峙，但15时又全部撤出了战斗，至此整11师与整69师预3旅重新被打通交通。后来1946年12月30日山东野战军战役要报指出“此次战斗中最大弱点”第一条是：“有的指挥员尚不够大胆挺入敌后，致未能获得更大战果，原定一纵两个旅入曹家集、井儿头、晓店子间地区，因纵队决心不坚，只去了两个团”。1946年12月31日叶飞在一纵的营以上干部会上作关于宿北战役报告提到：“指挥部整个计划是正确的，决定先解决预三旅，大胆挺入敌之后方，但在执行这个计划的过程中，遇到曲折。……由于敌十一师和六十九师向预三旅进行靠近，我们发生错觉，以为敌全线溃退，于是攻嶂山计划放弃，全线出动，后来发觉不是，又把部队撤出，但七、八团因命令未下达未撤出，很危急。但这二团在敌后方起了大作用，解决了敌工兵团，这是意外收获，使敌全力注意后方，不敢全部出援。这说明了，总的指挥是正确的，但由于情况多变，在执行过程中，难免有毛病；同时说明，只要总的指挥正确，战术上发生一些毛病，只要指挥员坚决勇敢，也可挽回，并取得胜利”。 
12月16日晨，进至沭河南岸最前线的整69师整41旅第123团，被胡琏越级指挥撤回“相机策应曹家集整十一师作战”。16日上午9时，九纵司令员张震报告邵店敌军正准备撤退。9时15分陈粟指示部队追击邵店撤退之敌，不要顾虑敌人的飞机，同时提到：“现曹家集方向十一师很吃紧，可能是一纵三旅在攻击，也可能是孙良诚起义”。9时30分，粟裕命令二纵“四旅向来龙庵西南推进，不要为敌掩护部队所迷惑，用平行追击，不能歼敌全部，应歼敌大部或一部，并即派一轻装部队向曹家集方向侦察前进”。10时20分，粟裕命令九纵用全部力量追击邵店突围之敌，并向孙李介、苗庄迫近。九纵五旅尾追夹击邵店撤退的第123团，16日午追至蔡庄附近，歼其一部。
16日中午陈粟指示二纵主力第4、第9旅自东向西切断与包围高圩、李圩及侍家岭以南地区之敌，以与一纵求得会师曹家集西北地区。二纵于16日下午开始出击。
- 16日黄昏时第9旅运动到来龙庵以西一线，计划先肃清高圩外围，再攻击高圩子，但各部展开后均扑空，放弃围攻高圩子，16日24时调整部署宿营。
- 16日下午16时，二纵第4旅第10团占领蔡集，迫近李圩；第11团逼近袁老庄、许家林；第12团尾随其后。第4旅同意第10团先攻小蔡圩，再攻李圩。16日夜24时在全旅炮火掩护下，第10团对小蔡圩发起进攻，三次攻击未能获胜，17日拂晓第4旅决定撤出战斗，全旅集结黄泥圩一带待机。小蔡圩战斗杀伤守军整18旅旅部及第52团约600余人，整11师向南撤出，进一步拉开了与整69师的距离；攻击部队两个营伤亡约计500人。战后二纵总结小蔡圩战斗失利的主要原因是：轻信俘虏口供以为李圩之敌系整92旅残部不堪一击；以4个营攻击小蔡圩4个营守军，未集中兵力；第10团添油战术、逐次增加用兵；第10团指挥上也呆板，三次攻击都在一处冲击；未能切断李圩之敌军不断增援小蔡圩；思想上认为敌军不敢拼刺刀，突击部队攻入圩内，被敌以刺刀反冲锋拼出；炮火准备慢、二梯队接应不及时、冲锋队型密集等。

12月16日下午整18师向北方王庄等处进击，以解除师部附近的威胁。直到晚上，才直逼围攻晓店子的华野。然此时华野已经回味过来，阻援部队坚拒不动，进逼晓店子的第33团团长李树兰鉴于天色已晚情况不明，部队疲劳等原因，未敢再继续进攻。
12月16日八师一23团及24团各1个营占领峰山南北一线，抢修工事，准备对付从南、东、北几面反攻之敌。师前指在山下吴村，第22团第3营到山下吴为预备队。16日上午9时，整69师整60旅的谭团和预3旅第7团，在炮火和飞机掩护下，从东、南向峰山发起反攻；八师以24团第3营为主加上23团第2营一部兵力据山顽抗，从上午十时开始至下午四时左右，国军进行4次较大规模的进攻。当午后八师令第22团第9连上山参加防御，由第24团参谋长张朝忠统一指挥山上各部队作战。八师政委丁秋生写一封信转各营干部：“坚守峰山对整个战场至关重要，我们要不惜一切代价坚守阵地，不准后退一步，任何人擅自后退，立即就地枪决。”在八师的山野参谋长陈士榘问何以祥、丁秋生防守峰山的部队够不够，何、丁表示：“我们能够守住峰山，我们还有一个团（第22团）的预备队没用上呢！”国军报告“16日辰黄旅谭团协助魏旅一部向峰山攻击，战数小时，伤亡很重、弹药困难，至酉刻退守其东南”。16日下午，八师决心以第22团主力配属师特务营主攻嶂山镇，五旅第15团配合行动，16日晚20点开始攻击，因动作迟缓，嶂山镇守军绕峰山以东，向南逃回了晓店子。当夜第22团进至晓店子西北何庄、孙庄、仇庄等地，做攻击晓店子的准备工作。陈毅根据技侦敌情，下令“八师除派小部控制嶂山以东之王庄、张庄、南王庄，应即完成对晓店子之包围，并准备打井儿头之援兵，占晓店子后即向三台山发展，切断敌之退路。要于今日至晚上解决”“要1纵3旅7团控制老虎洞子以南，保障1纵侧翼安全”。晓店子守军为预3旅旅部，第7团第1营守东及东南角，第2营守北门两侧，第3营守西至西南角，山炮营（山炮7门，战防炮4门）位于西北角，还有第9团残部，共四营兵力。16日夜八师第24团从峰山以东插晓店子东南控制制高点三台山，阻晓店子守军南逃及整11师北援；第23团从晓店子东北助攻；第22团附师特务营于晓店子以西主攻；师指移晓店子西北何庄。17日整个白天，八师都在做攻击晓店子的侦察与准备工作。
16日下午得知一纵已经撤回，陈毅令一纵和山野八师开至晓店子，“若敌不攻嶂山、峰山，今晚决集中一纵一、二旅、八师、五旅、二纵解决69师”，一纵从老虎洞沿徐沟沼、蔡庄、汪庄、傅家湖向苗庄攻击，一部分向人和圩攻击；八师向东攻击，从峰山向东攻徐庄、宋营、苗庄、蔡庄；5旅从孙李庄、小戴家，向蔡庄攻击；二纵自曹家集东北向西北攻人和圩。即先解决整69师，对整11师则取阻击钳制。陈士榘给一纵下达指示：“1、向东出击，扩大战果；2、和三旅取得联系，你们统一指挥；3、切断敌十一师和六十九师的联系，保证八师和其它部队全歼六十九师”。16日当夜，一纵坚决贯彻执行穿插任务，以第1旅在前，第2旅在后，从晓店子与烽山之间插入，打开老虎洞，直插傅家湖；以第3旅第7团第3营攻占（晓店子以北）许庄，保障全纵后路安全，其余两个营沿晓店子以东山麓向南直插，控制三台山高地及其以东张林、蔡林一线阵地。战斗发起后，纵队指挥所进入（晓店子）何庄。17日凌晨3时20分，1纵第2旅第6团和第1旅第2团向老虎洞发起进攻，歼守军1个营，随即第2旅令第6团坚守老虎洞阵地。同时，第1旅第1团占领了高庄，并以第1团、第2团各一个连攻占蔡庄，歼敌一部，前锋直指傅家湖。第2旅第4团包围了罗庄以南高庄之敌。一纵主力在敌整个战役腹心地带夺取了十几个庄子，控制了一块长约六、七公里，宽约一、二公里的三角区域，构成向北、向西、向东南的三面防御，完成对整11师和整69师的战役分割，也完成了对预3旅与整60旅、整41旅的战术分割。但一纵本身亦处于四面受敌状况，即西有晓店子之预3旅，北有并肩相靠之整60旅、整41旅，南有整11师的三个旅。17日4时，第3旅第7团由旅参谋长谢忠良率领，自老虎洞西南地域楔入，第7团第3营攻占晓店子以北的许庄，随即转入防御，团率第1、第2营进至沈庄，破晓后利用山沟和浓雾继续隐蔽猛插，第1营占领了张林、蔡林、三台山，守敌向晓店子逃去，第2营向高家洼之敌发起攻击，于17日12时攻克，全歼国军工兵第5团第1营之五个排。由于控制了三台山、高家洼，解除了第3旅第7团侧翼的威胁，该团遂得以用全力来阻击北援的整18师。
17日8时，整编11师第118旅在飞机、炮火掩护下，从晓店子西南的张庄为出发阵地，猛攻一纵第3旅第7团之三台山、蔡林、庵庄阵地。晓店子的预3旅亦同时向南、向北反扑第7团的三台山、许庄阵地。第7团在敌南北夹击下，连续击退敌数次进攻，战至近午阵地屹立未动。
17日10时20分，陈粟部署“1纵拿一个营监视敌人，其余打增援。今晚决定五旅、八师、一纵统一由陈参谋长指挥，二纵队统一指挥九纵队，消灭60旅，二纵九旅应集中全力解决人和圩”。得知已占三台山之后，又“令今天白日集中一纵全力（除控制该山外）解决井儿头11师增援”。鉴于整18旅在二纵四旅打击下向南收缩失去围歼可能，陈粟17日下午令“九纵统一归二纵指挥，应于今集中全力解决人和圩之敌，对十一师以少部钳制监视之，如不易由孙家墩、高圩子线攻破缺口，主力可以由高圩以北，向西迂回攻敌”。二纵司令员韦国清立即部署以第9旅配合九纵围攻人和圩，第一步先肃清人和圩以南之敌，切断其归路，第二天再攻击人和圩；第4旅控制来龙庵、高圩及卓庄、刘庄一带并向西发展，截断整69师与曹家集整11师的联系，并作为第9旅的第二梯队，负责对整11师监视警戒，并堵截其北援。二纵部队于下午15时半开始运动：第4旅在高圩子一带，逐步沿朱庄、卓庄、刘庄向西伸展，并以一部进至张桃园以南朱瓦湖房一带，并派侦察部队进至草塘大桥附近，以保障第9旅侧后安全。
17日13时，整11师整118旅在8架飞机和大量炮兵掩护下，夺占了蔡林、庵庄两个庄子，继用两个团兵力，向张林、高家洼阵地进攻；整18旅之一个团也进至叶庄、上涧沼地域，也向高家洼阵地发起进攻。一纵第2旅第6团派出第1营副营长陈宝富率第2、第3连增援到达高家洼，协同第7团第2营一起防守。防守张林村的第3旅第7团第7连（以1944年7月东埠头战斗中牺牲的新四军浙东纵队7中队中队长观杰命名）遭到连续7次猛攻，战至16时第7、第8连残余人员合为一个班，第7团副参谋长张季伦把团部通信员、卫生员、炮兵连之步枪班及机关干部组成两个班，坚守张林村内阵地。
按照陈粟指挥部的部署，17日下午17时“决1纵5个团+8师一部从三台山出击，一部从晓店子东向南突击，歼灭18旅”。下午16时10分，较原定反击计划提前了约1个小时，“我1旅第2团2个营自傅家湖东南及草荡，向西南出击；第6团3营接第7团3营防务；第7团即调第9连及配属第3营指挥之旅特务连20余人，迅速经沈庄、张林向敌反冲击，夺回了张林南端之河沿及蔡林附近地区，该团守张林部队廿余人亦英勇与敌搏斗，以短促反冲击，击退了张林东南之敌1个连，俘敌数名；第六团1营及第7团2营亦击退了向高家洼进攻之敌，并乘胜夺回庵庄，至16时30分自宿迁北犯之敌在我1纵各部反击下全线溃退”。 一纵以火力拦阻整18旅撤退，配合部队追击，俘获溃兵400余人。
17日白天，兵团司令胡琏不同意整69师向整11师收缩靠拢，戴之奇令整69师各部队就地加强工事。但由于“宿迁以北由于低洼，水灾特重，是有名的全国最穷的地方，人民生活很苦，一遇水灾，村民土房大多倒塌，盖砖房又盖不起，所以许多民房以高粱杆为架，里外糊上泥土，以茅草盖顶造成的。如果利用村落防御，抵抗力是微小的”。
17日18时，山野八师开始对晓店子发起总攻前的炮火准备、爆破突击通路。战至当夜24时，守军预3旅大部被歼，少数向南突围者亦被第24团所俘获，晓店子为8师所攻占。只有预3旅旅长魏人鑑把守军交给参谋长指挥，率少数人员趁天黑脱逃。
17日24时，二纵突然接到“野指”严令：“九旅配合九纵，务限十八日拂晓前坚决攻下人和圩，不然受处分，旅、团、营首长不执行命令，就地枪决！”九纵司令张震后来回忆，“粟司令员非常关注人和圩战斗的进展，因为这里是69师师部所在地，是敌军的指挥中枢，一旦解决，整个战场将出现更加有利的态势，反之，形势也可能逆转。于是，野司下达了最严厉的命令：以9旅配合9纵，不惜一切代价，务限18日拂晓前坚决攻下人和圩”。九纵副司令员饶子健后来回忆：“粟裕司令员给我打来电话，除询问战斗情况外，并向攻击部队的各级负责人下了一道严厉的命令，他说谁不认真执行前指的命令，就地处分。要求务必全歼人和圩之敌”。二纵司令员韦国清仓促布置发起总攻：九纵负责人和圩东北及西北角突击，二纵第9旅以第26团由东南角及正南各一个营择突击；第25团1个营由西南方向突击，第27团为旅的二梯队。第26团第1营由于仓促受领任务，敌情未了解、地形未来得及看、未组织炮火掩护、攻击组织差、连攀登圩壕的梯子也没有，地形开阔，仅有的一条交通沟又被守军削直且用几挺轻重机枪封锁，进攻部队受到守军东南角地堡及北部高庄的火力夹击，伤亡极大，营长梁邦哲及突击连干部全部伤亡，二梯队连排干部也大部分伤亡，只有负伤的教导员马友里仍指挥剩余人员与敌对峙，全营472人，这一战伤亡219人，只剩下253人，排以上干部伤亡23人，连长全部负伤，二连伤亡最大，83人只剩下1个班长和11个战士，三连突击部队阵亡66人。第26团第2营接敌运动中受炮火及正南与西南角阵地两处火力夹击，营长李文阁、教导员仲兆机和副营长先后重伤，“伤亡亦近二百”。二纵战后总结：“对攻坚战斗，事先应有充分准备，操之过急的仓促动作，往往容易失利，特别在平原地形及敌火较强时。如十七日晚廿六团不行攻击，积极加强准备，既能避免无谓伤亡，同时十八日之总攻，可能及早获得更完满的战果”，“该夜上级命令下达过晚，纵队传达下去，十二点后才接受攻坚任务，午夜近一点方向营交待，地形未看，轻重火器未选地形展开。”九纵以第73团由北向南攻击，第77团为二梯队，于18日凌晨4时开始进攻，至天亮并无进展，突击部队停止于敌前沿，进行近迫作业，准备继续进攻。
18日拂晓前，一纵第2旅第4团发起攻击罗庄整60旅旅部，第2旅对罗庄形成三面包围之势。
18日上午和中午，在人和圩陷入重围的整编69师师长戴之奇，两次用报话机直接和胡琏通话，請求整编第11师增援。胡琏告知整11师将于18日夜至19日晨才能进行总反攻，要求戴之奇坚守待援。此后胡琏不接报话机，改由副师长王严来应付戴之奇。驻宿迁的徐州绥署副主任吳奇偉亦下令整编第11师強渡六塘河，向戴之奇靠攏。18日上午11时，粟裕指示各部，称整69师师部及第41旅、第60旅将在12时前后突围，整11师则将向北策应，要求马上通知一纵、8师立即准备歼灭敌人，不要让它跑掉。下午14时，胡琏只派了整18旅两个团的兵力试图向戴之奇部靠近，遭到守备乔城的一纵第1旅第1团抗击，第1团以两个营出击，当即击退敌进攻，并俘获敌人两百余名。胡璉即報吳奇偉道：“戴先生不堪設想了！”
18日15时，戴之奇召集整69师直属部队第276团团长刘志远、搜索营营长卞宏信、炮兵营营长丁开琪、通信营营长徐缙青等及师部幕僚商议。戴之奇决定将主力转入人和圩防御，第276团除留一个营在原地防御外，团部率两个营进入人和圩内，限令即刻开始行动。副师长饶少伟提出异议，认为白天抽调部队，被敌乘机进攻，易陷入混乱，但戴之奇拒绝采纳。戴之奇认为时机急迫，等黄昏后再调整，时间上来不及。15时以后二纵第9旅开始炮击，旅山炮连以5发炮弹将南圩墙上的两个高堡摧毁，接着又以3发炮弹将整69师指挥所电台天线杆炸断。第276团黄昏前企图调整进入人和圩，而第9旅则以为是敌人企图突围，遂集中火力打击并以第25团第1营和第27团出击，将第276团基本消灭，只有少数人逃入圩内。九纵令第75团出击，第77团乘机抢占了人和圩前沿的部分阵地。
18日16时，第3旅第8团攻占同庄、李庄，并歼整60旅一部。整60旅再也撑不住了，旅部率两个营向西分散突围，被一纵之第1团、第4团、第6团、第8团、第9团分别兜截歼灭。 
二纵第9旅决定由第27团接替第26团担任主攻，仍从正南、东南两个方向突击，第25团则仍从西南突击。18日22时30分第9旅开始总攻，24时饶子健报告野司：“大圩子已被9旅突进五个营，估计拂晓可解决”。12时40分九纵司令员韦国清报告：“已进去两个团，很快就可以解决了”。九纵第73团第1营率先从西北角突进，第3营也进入圩内，第77团在东北角突入后，遭遇到敌第276团残部的顽强抵抗，在第73团一部的配合下，亦很快解决了战斗。19日凌晨2时，九纵报告“已进去四个营，9旅缴山炮7门，汽车十辆，俘1000余，未全歼”。19日2时40分九纵再报告：“战斗已近结束，战果正清查中”。
1946年12月19日，华中野战军、山东野战军在宿迁县以北的嶂山、仁和圩、晓店子地区殲滅戴之奇所率領的合編部隊，戴之奇向部队发出最后一道命令：“解围之希望已断绝，余受友邻之欺，各部设法相机突围。”隨後，戴之奇高呼“國民黨萬歲”，舉槍自殺。第二纵队第9旅政工干部胡奇坤随部队冲进屋子时，发现地上有身穿士兵棉衣的死尸一具，胡奇坤因突过圩壕时鞋陷入冰窟窿里掉了，光脚走到这里，就取了死尸上的一双棉鞋穿走了。
据战后《整编第69师呈报之战役经过》：“至十七日因后路交通被切断，弹药遂形不继，我师座乃数次电请十一师之师长及驻宿迁指挥作战之吴副主任（吴奇伟），迅以兵弹相援，且以极况之语调呼吁曰：「我在此决与共军死拼到底，三日来歼敌已在四五万以上，若有弹药再多支持一日势必全部崩溃，现共军侦知我弹药已尽，正加紧围攻，彼以九个团之兵力围攻我一、两千兵力的师部，紧急之情形可以想见，务请即以兵弹相援」。十一师胡师长复电谓曰：「我等均十八军同志，无论如何，明晨决命两团赴援，九时即可至」，师座平日以真诚待人，以为人亦以真诚相待，乃满怀希望，饬令各部死守待援，岂知九时已过而又十二时，依然毫无动静，直至入夜仍未获只兵粒弹之援，此时明知弹尽已不能再战，乃再以话报机请示于吴副主任，岂知方欲报告情况而吴副主任厉声斥责之曰：「戴师长你知道我的脾气，我不多说话，你只有死守待援」，可怜我师座数日忘食废寝指挥，已累奏大捷，方望克成全功，而吴副主任及胡师长者竟不以国家为重，嫉材忌能，整编第十一师近在十余里之间，又无共军之兵力牵制，不可谓之力量不及，乃不令一兵一弹赴援，使我师座弹尽力竭，促使惨败自杀，我师座此时内心何等痛苦耶，虽是气愤莫泄，犹躬至外围持手枪与共军坚抗，及见确无可为，始退返对左右概叹曰：「事已无可为，孰料革命军人打仗亦学滑头也，我决死于此地，汝等可逃生」，乃拔枪自尽，奋呼中华民国万岁，最后惨呼妈妈一长声，而绝其愫情苦衷可知。”
位于苗庄的整41旅，仅受到严重减员的第3旅第8、第9团，配属第1旅第2团一个营进攻。苗庄守军一部向南突围，第3旅急令第8团拦截，整41旅旅长董继陶率主力2000人向北突围成功，初占乔北镇，继破新店子、陈子岗间之匪阵，傍晚，进至皂河镇，旅长董继陶负伤。山野认为整41旅突围部队遭后方警卫部队截杀，旅长董继陶率300余人突围成功。国军报告“整四十一旅依欺骗先向匪后突围，继而转向宿迁转进，突围成功，损失约二分之一”。
此战，60旅旅长黄保德自杀，预备第3旅旅长魏人鑑突围时阵亡，副师长饶少伟被俘。
19日二纵以一个团（第4旅第12团）南进至南新庄、张庄一线，准备插至曹家集以南敌之后方，第4旅另两个团仍在原地未动。整69师被全歼之后，19日下午15时整18师全部后撤，第4旅才尾随逼近曹家集，组织炮兵进行火力袭击，至第二天拂晓止。陈毅给中央的电报中指出：“原定计划拟打了六十九师之后再打十一师，求得彻底消灭后好部署第二步，（1）由于要守涟水，六师不能参战，陶师从盐城开涟水亦未赶上，故造成盐城失守、涟水亦陷，而十一师未能歼灭，为此役最大缺点。由于要尽量保持华中盐阜地区，我未能贯彻集中大兵力的主张，数月来用于箝制的兵力太大，今后当可多用兵去突击（由于华中城镇沦陷，包袱放下）；（2）由于前线兵团首长浅尝辄止，又因部队战术差、伤亡大、部队编制不充实、电话未确保畅通、且多谎报情况，故未能扩张战果，仅做到打坍十一师师直及十一旅、十八旅两次援队，未能予以歼灭。整个战役过程，我四旅仍未大用，若组织的好，实有可能再歼十一师二个旅，如六师能参战，则十一师可全歼。”“又当人和墟前线危机时，本师留守宿迁之军需处长张君勉同志，因见弹药不能运往前方，明知前方弹尽，乃数次亲诣吴副主任，请求饬令11师设法打通交通线（仅十华里而已），以便运输或请饬11师调兵赴援，以图解困，而吴副主任不但不接受且泰然答复曰：「绝对有办法，有办法，汝放心」，及前方果因弹尽而惨败，我师长因气愤所激而自杀，后闻（听说）张处长再赴面谒报告，并略为表示：「整编第69师官兵如此惨死，何可瞑目」，而吴副主任不但无同情之表示且不喜于色，真无怪共军之大众日报评曰：「拙劣指挥之吴奇伟，困死人和墟之69师师长戴之奇将军」。”

## 战后
此次战役历时4昼夜，华东野战军以24个团对国军6个半旅14个团，兵力对比1.7:1，全歼国民党整编第69师3个半旅及工兵第5团等部21534人（其中毙伤8174人，俘虏11360人），缴获山野炮35门、轻重迫击炮82门、步兵炮战防炮12门、火箭筒2个、枪榴弹和掷弹筒160个、长短枪5704支、各种炮弹3180发、各种枪弹79万发、电台21个、294匹马。中国人民解放军伤亡8766人，其中阵亡2191人、负伤6350人，其它减员225人，损耗炮弹9913发、枪弹80.7万发。参战各部的伤亡分别是：一纵2470人（其中阵亡740人，负伤1730人）、二纵1372人（其中阵亡264人，负伤1108人）、八师1270人（其中阵亡204人，负伤1066人）、第5旅2182人（其中阵亡323人，负伤1859人）、九纵1387人（其中阵亡428人，负伤959人），以上合计8681人（其中阵亡1959人，负伤6722人）。第5旅此役战斗任务不多，伤亡人数却高达总数的四分之一，“三个团都打得伤了元气，却没有攻下敌人一个村庄，不能干脆歼灭一股敌人于阵地之内，均系于突围中野外歼敌”。此役之胜，对华野和山野实施合并与统一指挥，积累大规模歼灭战的经验，提高民心士气都具有重要意义。粟裕认为：“这次战役将决定我们能否经过主观能力的活跃，将战役的主动权夺取到手中”“可以说是华东战区第一个转折的开端……是胜利实现这一转折的标志”。此战过后，陈毅“长期抑郁的心情为之一扫”，向中共中央报告说：“由于要尽量保持华中盐阜地区，我未能贯彻集中大兵力的主张，数月来，用于钳制的兵力太大，今后当可多用兵去突击（由于华中城镇沦陷，包袱放下）”“过去的问题是山东部队常不安心南下作战，华中部队亦不肯入鲁作战。数月来的矛盾，由于战局演变，现已解决，今后可集中从鲁南向南打。” 
1947年6月6日蒋介石在军官训练团第三期研究班讲评中说：“去年年底第十一师调到徐州方面来时，我以为是用于攻略新安镇，却万万想不到会用于宿迁方面的”，“我们只有两师的兵力，无论向哪一个目标，都只能成一路前进，决不能同时攻击两个目标，使兵力分散，暴露弱点，予敌以可乘之机。这是我们高级指挥官战略部署的错误，战略的错误是不能以战术来补救的”，“预备第三旅在新店子方面的正面超过十华里，六十九师全师的正面超过四十华里，而全师只有六个团，配置在这样宽的正面上当然到处都是空隙，所以匪军可以随便钻进，这可以证明我们指挥官缺乏战术的修养，没有作战的经验”。此役，國防部申斥整编第11师：“此次整11師撤退，未能適時通報，以致影響整編第69師蒙受到重大損失”(《綏靖第一年重要戰役提要》)。